# Кукуя
Кукуя — село в Шебалинском муниципальном районе Республики Алтай России, входит в состав Улусчергинского сельского поселения.

## История
Основано в 1886 г. Кукуя в переводе с алтайского «Синяя птица».

## География
Расположен в горно-степной зоне северо-западной части Республики Алтай и находится по обоим берегам реки Кукуя.
Уличная сеть состоит из одного географического объекта: ул. Центральная

## Население
| 2010 | 2011 | 2012 | 2013 | 2014 | 2015 |
| ---- | ---- | ---- | ---- | ---- | ---- |
| 37   | →37  | ↘35  | ↘33  | ↘32  | ↘29  |
| 2016 |      |      |      |      |      |
| ↗35  |      |      |      |      |      |

## Инфраструктура
экономика
Животноводство (оленеводство), подсобное сельское хозяйство.

## Транспорт
Проходит автодорога регионального значения «Черга — Ильинка — Турота» (идентификационный номер 84К-121)